# Hans Wrage
Hans Wrage (* 12. Oktober 1921 in Hamburg; † 22. November 2012) war ein deutscher Freilichtmaler.

## Leben

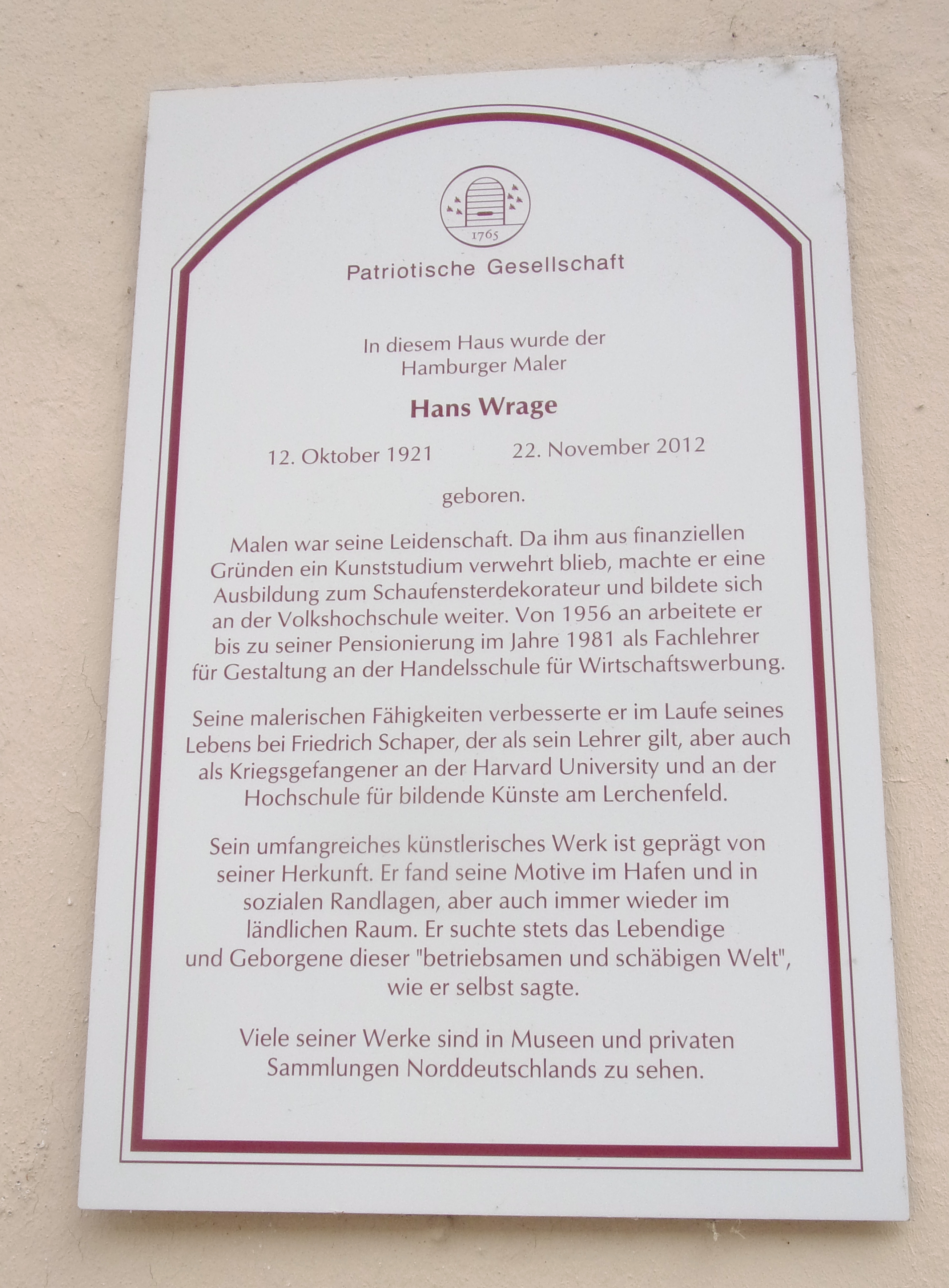
Tafel am Geburtshaus in der Zeughausstraße in der Hamburger Neustadt

Der im Oktober 1921 unter dem Hamburger Michel geborene Hans Wrage war einer der letzten Freilichtmaler seiner Generation und zählt zu den beliebtesten Hamburger Künstlern der Nachkriegszeit überhaupt. Hans Wrage ist als Schüler von Friedrich Schaper (1869–1956) ein Bindeglied zwischen dem Hamburgischen Künstlerklub von 1897 und jüngeren Künstlern, die seit einigen Jahren die Plein-Air-Malerei neu belebt haben.
Nach einer Lehre als Gebrauchswerber hatte er Kriegsdienst in Italien und Afrika mit anschließender Kriegsgefangenschaft in den USA und England. 1947 folgte die Rückkehr nach Hamburg. Er besuchte Mal- und Zeichenkurse u. a. bei Friedrich Schaper, Rolf Böhlig und Erich Wessel in Hamburg und bei Maria Vogler in Worpswede und machte u. a. ein Studium an der Landeskunstschule. Seit 1958 war er Mitglied im Berufsverband Bildender Künstler, seit 1963 in der Hamburgischen Künstlerschaft sowie dem Hamburger Künstlerverein von 1832.
Die frühen Nachkriegsaquarelle und Ölbilder von Hans Wrage entstehen noch unter dem starken Eindruck seiner Lehrer aus der Kriegs- und Vorkriegszeit. Die künstlerische Auffassung von Friedrich Schaper (1869–1956), auch Rolf Böhlig (1904–1979) und Erich Wessel (1906–1985), zwei heute weitgehend vergessenen Hamburger Künstlern, prägen die frühen Arbeiten von Hans Wrage dabei besonders stark. Thematisch entfaltet sich über die Jahre sein eigenständiges Interesse an Hamburger Hafen- und Stadtszenen, die nicht im Glamour der wachsenden Metropole liegen. Es dominieren Eindrücke aus dem Alltag und den Wohngegenden der arbeitenden Menschen, aus Altona und Eimsbüttel, wo Wrage nach dem Kriegsende die im städtischen Aufbruch befindliche Szenerie porträtiert.
Hans Wrage lebte bis zu seinem Tode im November 2012 als freier Künstler in Hamburg und war bis zu seiner Pensionierung im Jahre 1982 als Fachlehrer für Gestaltung an der Handelsschule für Wirtschaftswerbung in Hamburg tätig. Er ist mit seinen Arbeiten in allen wichtigen öffentlichen und privaten Sammlungen Norddeutschlands vertreten.